# Ү́ (слово ћирилице)
Ү́ ү́ (искошено: Ү́ ү́ ) је слово ћириличног писма.
Ү́ ү́ се понекад користи у монголском језику. На монголском се романизује као „Ý“.
Ү́ ү́ се користило у старотаџикској азбуци. Одговара диграфу Оъ.
Ү́ ү́ је коришћено у ћирилизацији јапанског језика.

## Слична слова
- Ý ý : Латинично слово
- Ű ű : Латинично слово
- Ӳ ӳ : Ћирилично слово